# Betania, Quintana Roo
Betania är en ort i Mexiko.   Den ligger i kommunen Felipe Carrillo Puerto och delstaten Quintana Roo, i den östra delen av landet, 1 100 km öster om huvudstaden Mexico City. Betania ligger 18 meter över havet och antalet invånare är 584.
Terrängen runt Betania är mycket platt. Runt Betania är det mycket glesbefolkat, med 4 invånare per kvadratkilometer. Närmaste större samhälle är Yaxley, 17,1 km nordost om Betania. I omgivningarna runt Betania växer i huvudsak städsegrön lövskog.